# Alice Finot
Alice Finot (Montbéliard, 9 de febrero de 1991) es una deportista francesa que compite en atletismo, especialista en las carreras de mediofondo y de obstáculos.
Ganó una medalla de oro en el Campeonato Europeo de Atletismo de 2024 y una medalla de plata en el Campeonato Europeo de Atletismo en Pista Cubierta de 2021.

## Palmarés internacional
| Campeonato Europeo                   | Campeonato Europeo | Campeonato Europeo | Campeonato Europeo |
| Año                                  | Lugar              | Medalla            | Prueba             |
| ------------------------------------ | ------------------ | ------------------ | ------------------ |
| 2024                                 | Roma (Italia)      | Medalla de oro     | 3000 m obstáculos  |
| Campeonato Europeo en Pista Cubierta |                    |                    |                    |
| Año                                  | Lugar              | Medalla            | Prueba             |
| 2021                                 | Toruń (Polonia)    | Medalla de plata   | 3000 m             |